# Friday Zico
Pour les articles homonymes, voir Zico (homonymie).
Friday Zico Paul, abrégé Friday Zico, né le 1er novembre 1994 à Magwi, est un footballeur international sud-soudanais. Il évolue au poste de défenseur au Cockburn City SC.

## Enfance
Friday Zico vit jusqu'à l'âge de dix ans dans un camp de réfugiés à Gulu en Ouganda, après avoir fui la guerre civile soudanaise. En 2004, lui et sa famille sont accueillis à Perth en Australie en tant que réfugiés.

## Carrière
Il honore sa première sélection internationale le 7 juin 2015 lors d'un match amical contre le Kenya.